# Enfield (motorfiets)

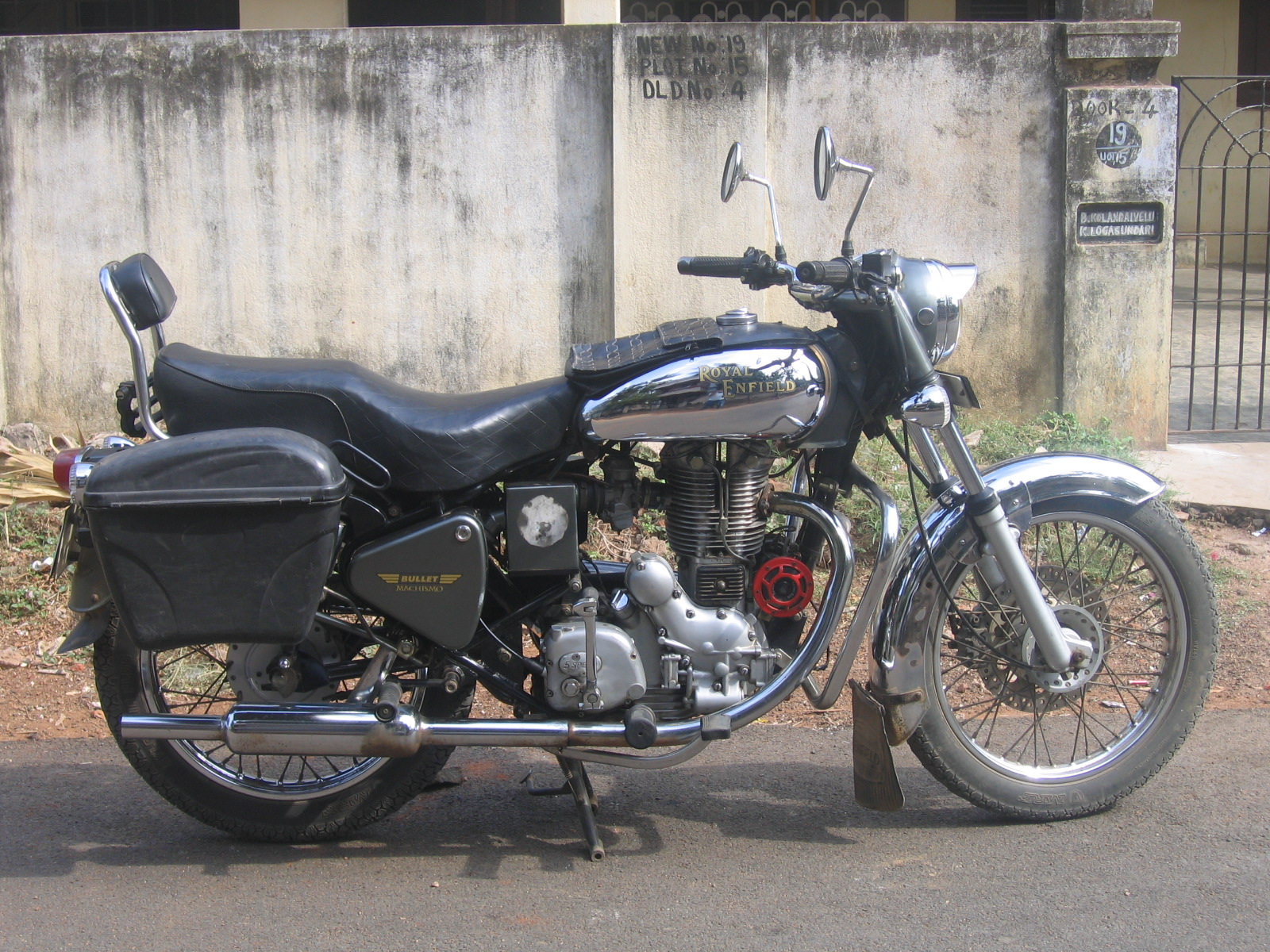
Uiterlijk en qua constructie is deze Royal Enfield in de jaren vijftig blijven steken, maar de mallen en productiemiddelen zijn wel modern

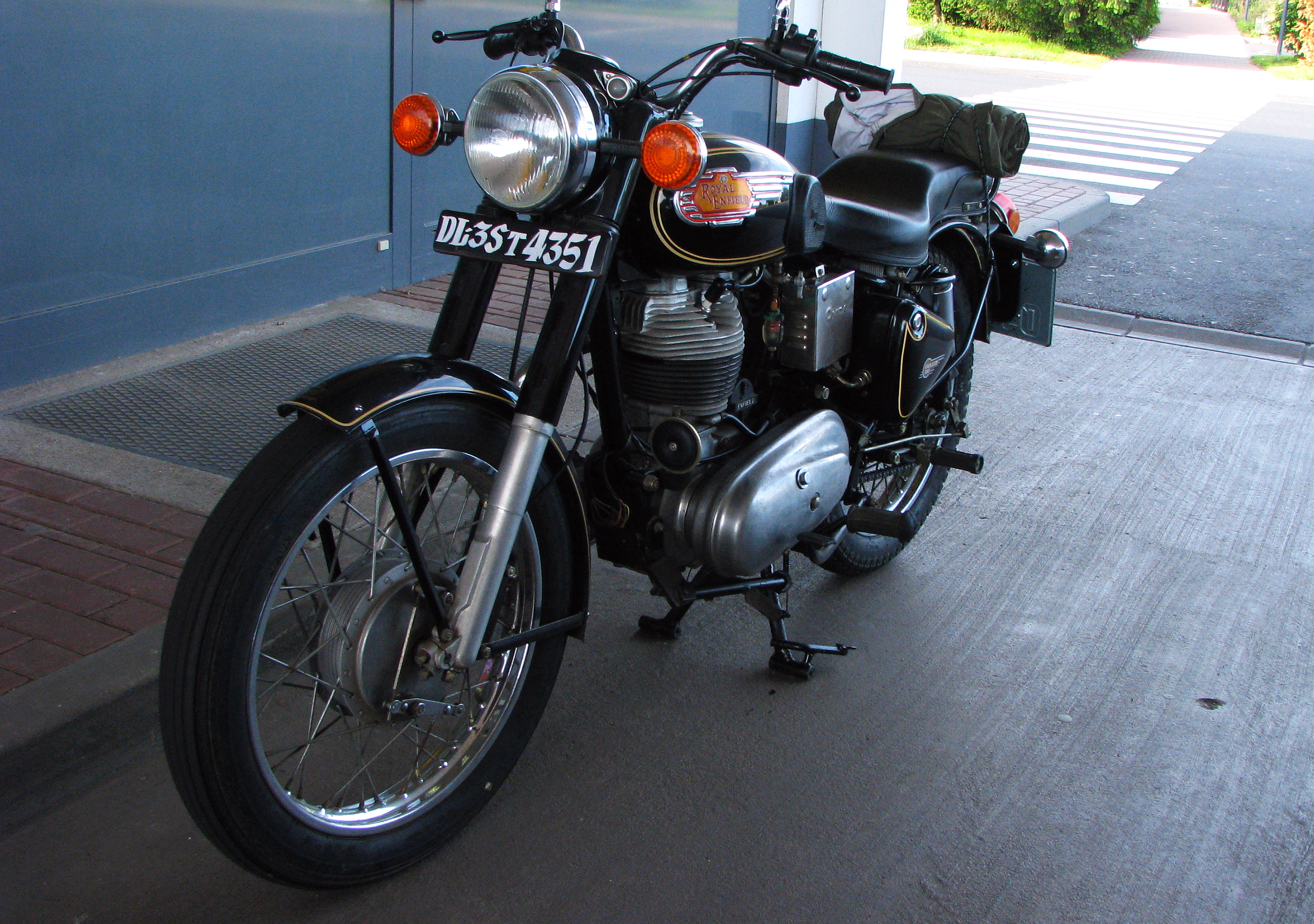
RE Bullet 350 - voorzijde met nummerplaat uit Delhi, India

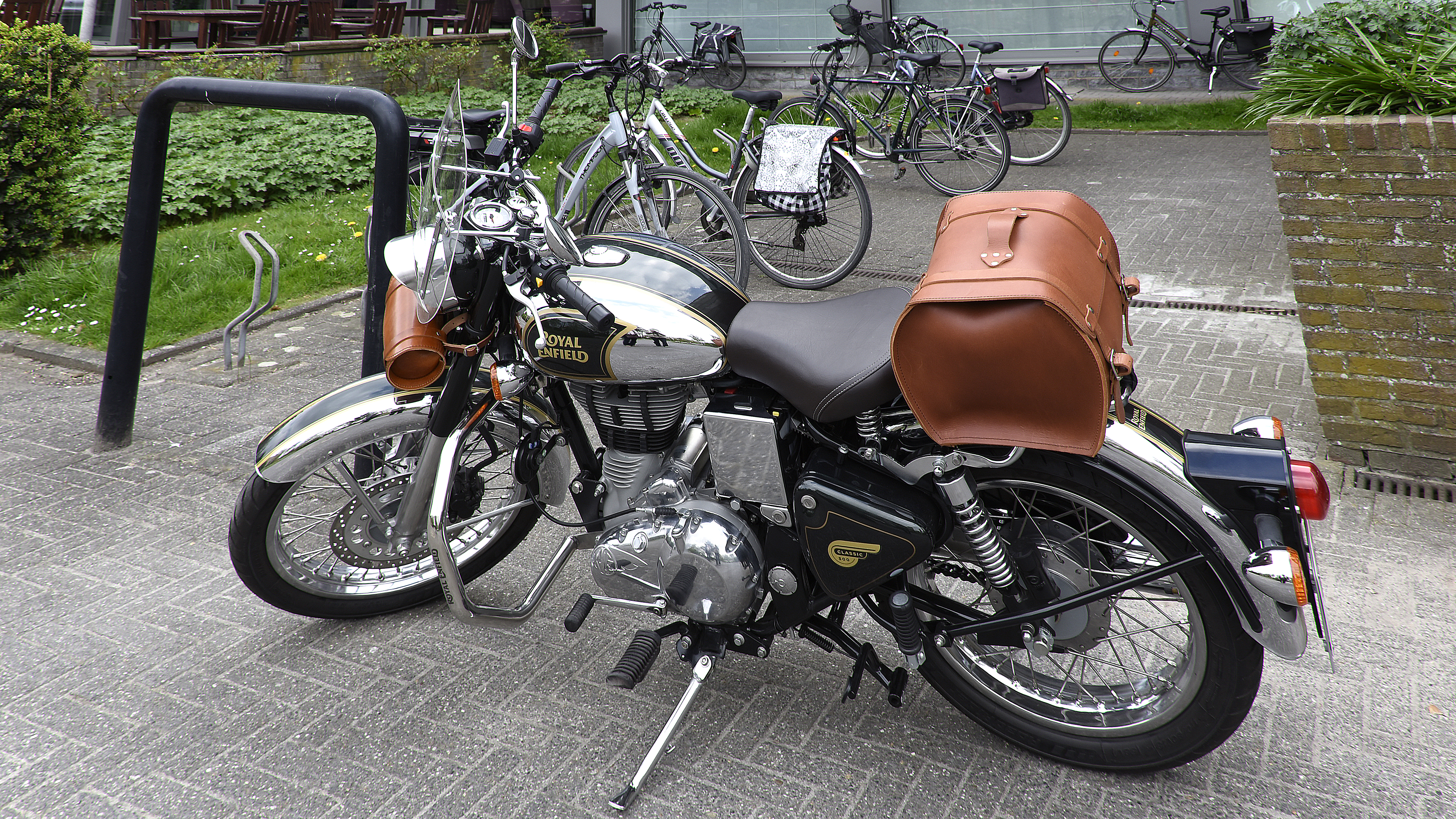
Royal Enfield Classic 500 in België

Enfield is een motorfietsmerk uit India.
Het Britse Enfield Cycle Company Ltd. (fabrikant van Royal Enfield) vestigde in 1955 een dependance fabriek, Enfield India, in India om aan de vraag naar motorfietsen voor het Indiase leger en andere overheidsorganen te voldoen. Aanvankelijk werden de aangeleverde onderdelen uitsluitend geassembleerd, maar nadat de mallen en machines voor het 1954 model Bullet naar India werden verscheept maakte de fabriek in India de 350cc Bullets zelf. Toen in het Verenigd Koninkrijk in 1970 de fabriek zijn deuren sloot, werd de productie in India voortgezet. In 1994 werd Enfield India onderdeel van de grote Eicher Engineering Group, die vrachtwagens, tractoren en andere industriële voertuigen fabriceerden. Zij investeerden stevig in een nieuwe fabriek en nieuwe machines. Vanaf 1976 werden de 350cc Bullets weer in Europa en ook in Nederland (Motim in Maassluis) geïmporteerd.
Naast de Bullet werden er ook 173- en 197 cc Villiers-achtige tweetakten gemaakt. Deze hadden echter niets met Royal Enfield te maken. Vanaf 1990 wordt er ook een 500cc geproduceerd van hetzelfde model.
Het bedrijf is sinds 1994 onderdeel van de Eicher Group, een consortium dat zich bezighoudt met de productie van auto's, trucks en tractoren.
Naast nieuwere modellen worden nog steeds motoren conform het oorspronkelijke jaren-50 ontwerp gefabriceerd, waardoor men een "nieuw gemaakte oldtimer" kan kopen. Ondanks het oude ontwerp zijn de tegenwoordige Enfields van goede kwaliteit, vooral de modellen die bestemd zijn voor de export naar Europa, maar kunnen niet vergeleken worden met moderne motorfietsen. Het blijft een klassiek ontwerp gemaakt in een derdewereldland. Sinds 1999 mag het merk weer Royal Enfield genoemd.
Een andere bijzonderheid is dat Enfield tot in de jaren 90 een 350cc dieselversie produceerde, de "Taurus". Deze had een vermogen van ongeveer 6,5 pk en een topsnelheid van ongeveer 80 kilometer per uur. Momenteel zijn er vooral in Duitsland enkele bedrijven actief die achteraf de benzinemotor vervangen door een moderne Dieselmotor met directe inspuiting. Met 10,5 pk wordt een topsnelheid van 100 kilometer per uur gehaald, bij een verbruik van 2 liter per 100 kilometer.